# زلف (ترانه)
زلف نام ترانه‌ای از محسن نامجو است. این ترانه برای اولین بار در آلبوم ترنج اجرا شد. متن شعر این ترانه بر اساس شعر زلف بر باد مده تا ندهی بر بادم اثر حافظ نوشته شده است. زلف، در آلبوم‌های ترنج، الکی، آواهایی از شرق، سمفونیک اودیسه ۲۰۲۰ و یک اجرای زنده در موسسه البستان (Al-Bustan Seeds of Culture) نیز مورد استفاده قرار گرفته‌ است. این ترانه به دلیل اجرای تلفیقی و مدرن نامجو از شعر حافظ مورد نقدهای بسیاری قرار گرفته است، ولی نامجو با دفاع از ساخته خود، اعلام کرده که با خواندن این ترانه توانسته است بین موسیقی سنتی ایرانی و بلوز ارتباط ایجاد کند. 

## پیشینه
نامجو آهنگ این قطعه را برای یک کار پایان‌نامه فوق لیسانس انیمیشن در سالهای ۸۲- ۸۳ ساخته بود. در سال ۸۵ و متناسب با حال و هوای شخصی، آن را بر اساس شعر حافظ تنظیم کرد. بعدها این اثر به‌عنوان قطعه پایانی آلبوم ترنج معرفی شد.
این قطعه بدون اجازه نامجو و به عنوان بهاریه سال ۸۶ سایت تهران اونیو، روی ویدیوکلیپی با حضور زهرا امیرابراهیمی که آن روزها زیر فشار روانی ماجرای کلیپ منتشرشده در ایران زندگی می‌کرد، قرار داده شد.

## ساختار ترانه
این ترانه بر اساس غزل شمارهٔ ۳۱۶ از دیوانِ حافظ در تصحیحِ محمد قزوینی و قاسم غنی، «زلف بر باد مده تا ندهی بر بادم» نوشته شده‌است. محسن نامجو در اجرای این ترانه سعی کرده تا بین موسیقی سنتی ایرانی (بر پایه‌ی شعر حافظ) و موسیقی مدرن غربی (سبک بلوز) ارتباط برقرار کند. گام بخش ایرانی آن اصفهان است.
محسن نامجو در گفتگویی با مجله هنری بمب گفته‌است که در اجرای این ترانه دو ایده در ذهن داشته‌است، اول برداشت وزن شعری انگلیسی و استفاده از آن در شعر حافظ و دوم، استفاده از لحن شخصیت‌های مختلف از جمله پیرمردی ۸۰ساله که فریاد می‌زند: «می مخور با همه‌کس». 

. . . اغلب تجربه‌های اینگونه‌ای که من انجام دادم منتشر نشده ولی مثلاً قطعه «زلف» یکی از آنها است. خیلی‌ها وقتی برای اولین بار «زلف برباد» را می‌شنوند، نمی‌فهمند که شعر حافظ است. من هدفم این بود که شنونده یکسری کلام بشنود که در کنار یک ملودی زیبا قرار گرفته‌است. این تجربه‌ها درون خود دچار تضاد هم هستند. ما در ظاهر می‌گوییم خواستیم شعر حافظ را از معنا تهی کنیم و فقط به فرمش فکر کنیم. با این اتفاق شعر حافظ معنای دیگری هم پیدا می‌کند. . . .

مصاحبه نامجو با روزنامه اعتماد، ۱۳۸۷
او هم‌چنین در مصاحبه با همشهری گفته‌است: «در قطعه «زلف بر باد» انگار هر بیتی را یک شخصیت دارد اجرا می‌کند. مثل نمایشنامه است. یکی بیت اول را می‌خواند. شخصیت بعدی بیت دوم را می‌خواند. شخصیت اول انگار عاشقی است که در کوه دارد داد می‌زند. جوان است و نعره می‌زند ولی شخصیت دوم پیرمرد دائم‌الخمری است که افتاده‌است و انگار فارسی را هم تازه یادگرفته است. چهارمی آوازی سنتی می‌خواند و از آن عاشق‌های کوچه و خیابانی است. این بر این اساس شکل گرفته که می‌شود در یک موسیقی شخصیت‌پردازی کرد؛ می‌شود خیال‌پردازی کرد.»